# Costa Este de los Estados Unidos

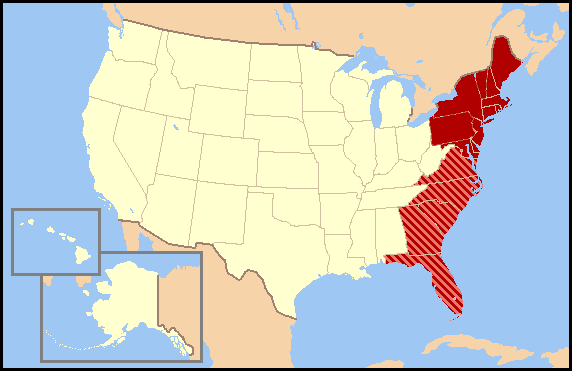
Las definiciones de la región pueden variar dependiendo de la fuente. Los estados que se muestran en oscuro sólido son siempre incluidos, mientras las regiones de los Estados en rayado pueden o no ser considerados parte de la «costa este».

La costa este de los Estados Unidos (en inglés: East Coast of the United States), también conocida como «litoral Este» (Eastern Seaboard) o «litoral del Atlántico» (Atlantic Seaboard), es una región geográfica que comprende los Estados ubicados en la zona costera este del centro y norte de Estados Unidos y que limita con el océano Atlántico y Canadá. Aunque en un sentido estrictamente geográfico la región incluiría todos los estados del litoral del este, el término «costa este» (East Coast) es utilizado popularmente para designar específicamente la mitad norte de dicho litoral, conocida también como Northeastern U.S.. La parte sureña del litoral se considera comúnmente como perteneciente a la región sur o sureste del país (South o Southeast). Las principales ciudades de la costa este son: Atlanta, Baltimore, Charlotte, Filadelfia, Washington D. C., Nueva York, Boston, Jacksonville y Miami.

## Inclusión de los estados
El término costa este se asocia comúnmente con el noreste y Atlántico medio de Estados Unidos, particularmente en lo que se refiere a conceptos culturales. La porción de costa que va de Virginia a Florida es asociada con la cultura sureña de Estados Unidos. «Costa este» también puede referirse a una porción aún más específica, que consta de la franja altamente urbanizada que va desde Boston a Washington D. C., que es también conocida como el Corredor Noreste, una definición que excluye las áreas que están menos densamente pobladas del norte de Nueva York, el oeste de Pensilvania y el norte de Nueva Inglaterra.

## Historia
Esta región del subcontinente norteamericano, que fue descubierta por el explorador italiano Giovanni da Verrazzano en 1524, se volvió parte del Mundo Atlántico y creó interconexiones de comercio con la Gran Bretaña, Francia, África así como con las colonias británicas, francesas y españolas de América. Fue escenario además de colonización a gran escala por parte de los británicos a partir de los años 1580. Algunas colonias fracasaron, pero la mayoría prosperaron. Por otra parte, las colonias neerlandesas, suecas y españolas de la región fueron tomadas finalmente por los angloparlantes. Una serie de guerras entre ingleses, franceses, nativos, españoles y posteriormente entre estadounidenses e ingleses, hicieron que las fronteras de la región se mantuvieran en constantes conflictos violentos hasta 1814. Los estadounidenses crecieron en número rápidamente, y se expandieron hacia el oeste, norte y sur en grandes oleadas después de 1750. Los intentos del gobierno británico para impedir los asentamientos europeos al oeste de los Apalaches (con el fin de pacificar a sus otros aliados nativos después de la guerra de Pontiac) fueron una de las causas principales de rebelión por parte de las colonias estadounidenses. El rápido crecimiento demográfico en la región se debió a las grandes extensiones de tierra fértil, abundante comida y ambiente favorable para enfrentar las enfermedades. Los estadounidenses se duplicaron en número cada 25 años por aumento natural. Esta tasa de crecimiento fue aumentada antes de 1775 por flujos constantes de inmigrantes británicos y alemanes así como compra de esclavos. La inmigración disminuyó después de 1775 para volver a intensificarse de nuevo en 1840. Millones de inmigrantes llegaron de Irlanda, Alemania, y los países escandinavos antes de 1890, y aún más millones llegaron del sur y del este de Europa entre 1890 y 1914 cuando las restricciones a la inmigración y la guerra detuvieron la mayor parte del flujo de inmigrantes. 
Las 13 Colonias desarrollaron su propia cultura política republicana durante el siglo XVIII. Comenzaron la insurrección en 1775, creando Estados Unidos de América en 1776.